# Bill Schuffenhauer
Bill Schuffenhauer (ur. 24 czerwca 1973 w Salt Lake City) – amerykański bobsleista. Wicemistrz olimpijski z Salt Lake City w konkurencji bobslejowych czwórek, dwukrotny medalista mistrzostw świata.

## Kariera
W młodości trenował wieloboje lekkoatletyczne – nie ukończył rywalizacji dziesięcioboistów podczas mistrzostw świata juniorów w 1992 (Schuffenhauer wygrał m.in. rywalizację w skoku w dal, zajął także wysokie lokaty w pchnięciu kulą, skoku wzwyż, biegu na 110 metrów przez płotki oraz rzucie dyskiem, jednak wycofał się po 7 konkurencjach). Szósty zawodnik mistrzostw USA (1997). Rekord życiowy w dziesięcioboju – 8108 pkt.
W 2000 zaczął trenować bobsleje i w tej dyscyplinie trzykrotnie reprezentował swój kraj na igrzyskach olimpijskich: oprócz srebrnego medalu w 2002: 14. lokata w dwójkach i 6. miejsce w czwórkach w 2006; startował także na igrzyskach w Vancouver. W konkurencji czwórek razem z Nickiem Cunninghamem, Mikiem Kohnem i Jamiem Moriartym zajął 13. miejsce.

## Medale Igrzysk Olimpijskich

### 2002
- – Bobsleje – czwórki